# Ожина галявинна
Ожина галявинна, ожина відкрита (Rubus scenoreinus) — вид квіткових рослин із родини трояндових (Rosaceae).

## Біоморфологічна характеристика
Це кущ 1–2 метри заввишки. Річні пагони та квітконосні гілки рясно залозисті й волосисті. Листки зверху темно-зелені, досить густо притиснуто-волосисті, знизу сіро-або білувато-повстяні. Суцвіття вузьке, небагатоквіткове; вісь, гілочки й квітконіжки густо залозисті й із шипиками. Період цвітіння: червень і липень.

## Середовище проживання
Ендемік Криму, Україна. 
В Україні на галявинах і узліссях букових лісів — у гірському Криму, зрідка.